# Georg Heinrich Röpe
Georg Heinrich Röpe (* 2. Dezember 1836 in Hamburg; † 15. Dezember 1896) war ein deutscher evangelisch-lutherischer Geistlicher und Theologe.

## Leben

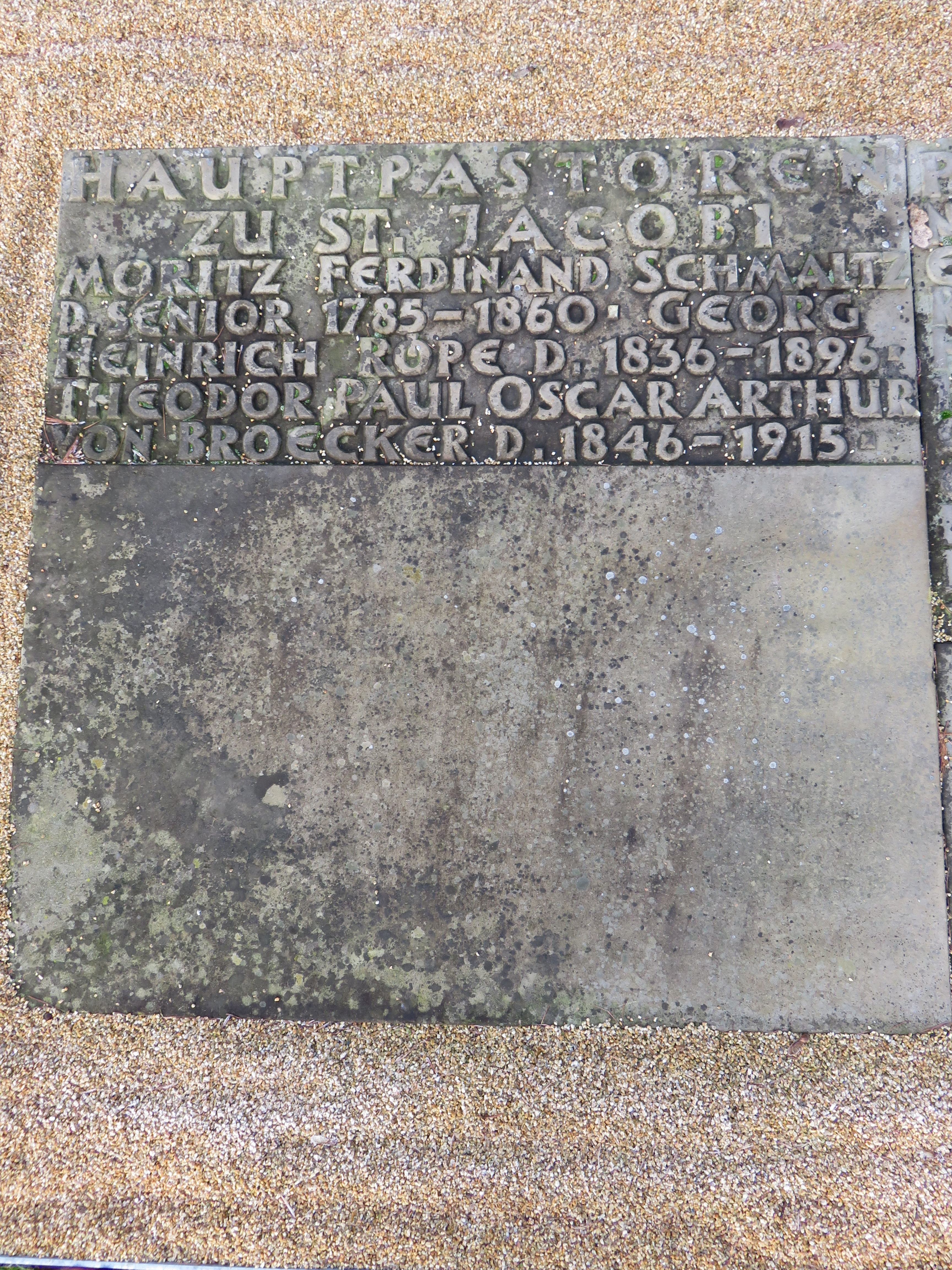
„Georg Heinrich Röpe“, Doppelsammelgrabplatte Hauptpastoren zu St. Jacobi / Pastoren zu St. Jacobi, Friedhof Ohlsdorf

Georg Heinrich Röpe wurde am 2. Dezember 1836 in Hamburg geboren. Sein Vater, Georg Reinhard Röpe, war auch Theologe und seine Mutter, Sophie, stammte aus Walsrode. Sie verstarb, als Röpe fünf Jahre alt war. So wurde die Erziehung des Sohnes und zweier jüngerer Schwestern vom Vater und dessen Schwester übernommen. Von 1843 bis Ostern 1855 besuchte Röpe die Schulen des Johanneums in Hamburg, zuerst die Sexta der Gelehrtenschule, dann die Realschule, die damals unter der Leitung eines Freundes seines Vaters stand und an der sein Vater viele Jahre der älteste Lehrer war. Von Ostern 1851 ab besuchte Röpe wieder die Gelehrtenschule. Dort erlernte er eine umfassende allgemeine Bildung und erwarb solide Kenntnisse des Lateinischen, Griechischen und Hebräischen und der deutschen Literatur. Ostern 1855 nahm Röpe an der Georg-August-Universität Göttingen das Studium der Theologie auf. Während seines Studiums wurde er 1855 Mitglied der  Burschenschaft Germania Göttingen. Sie war damals noch im Wingolfsbund und trat später zum Schwarzburgbund. Ein Jahr später wechselte Röpe an die Friedrich-Alexander-Universität Erlangen. Nachdem er im August 1858 nach Hamburg zurückgekehrt war, machte er zuerst im November das Schulamtsexamen und im Juni 1859 das theologische Examen. Im Jahre 1859 wurde er Hilfslehrer an der Realschule des Johanneums, am 29. Januar 1864 Diaconus an St. Jacobi. Im Jahre 1866 heiratete er Clara Adele Mutzenbecher. Am 20. Mai 1883 wurde er zum Hauptpastor an St.-Jacobi-Kirche (Hamburg) gewählt und am 29. Juni 1883 in das Amt eingeführt.
Am 20. Dezember 1888 wurde er Dr. theol. h. c. der Universität Göttingen. Er war Vorsitzender des Gustav-Adolf-Vereins, des Vereins für Innere Mission und des Rauhen Hauses in Hamburg.
An Georg Heinrich Röpe wird auf der Doppelsammelgrabplatte Hauptpastoren zu St. Jacobi / Pastoren zu St. Jacobi des Althamburgischen Gedächtnisfriedhofs, Friedhof Ohlsdorf, erinnert.